# Voor een paar knikkers meer
Voor een paar knikkers meer is een korte kinderfilm uit 2006 van Jelmar Hufen. De film werd geselecteerd voor meer dan 240 filmfestivals in 57 landen en sleepte 41 internationale onderscheidingen in de wacht. Voor zover bekend is 'Voor een paar knikkers meer' de meest geselecteerde en bekroonde Nederlandse (korte) film ooit.

## Verhaal
Vier kinderen van rond de 10 worden door twee alcoholisten uit hun favoriete speeltuin gejaagd.
Als blijkt dat hun ouders hen niet met hun probleem willen helpen, omdat die te druk met zichzelf bezig zijn, worden de kinderen op elkaar teruggeworpen. Er rest hun nog maar één mogelijkheid: de hulp zien te verkrijgen van een ‘gevaarlijk’ jongetje dat een paar straten verder woont.

## Hoofdrolspelers
- Ruben van den Besselaar - Jasper
- Merijn van Heiningen - jongen in het zwart
- Tom Schild - Michiel
- Aidan Vernee - jongen in het geel
- Pauline Winckel - Sofie
- Rob Prenger - dunne man
- Edo Brunner - dikke man
- Marlies Maas Geesteranus - moeder Michiel
- Jan van Rossum - vader Michiel
- Gabriëlle Hengeveld - moeder Sofie
- Jack Wouterse - vader Sofie (stem)
- Bracha van Doesburgh - moeder Sofie (stem)
- Victor Löw - vader Michiel (stem)
- Halina Reijn - moeder Michiel (stem)

## Prijzen
- Winnaar 'Silver Remi' - Beste Korte Kinderfilm - WorldFest Houston Int’l Film Festival, Amerika
- Winnaar 'Kuki 2 Award' - Beste Korte Kinderfilm - Interfilm Short Film Festival Berlin, Duitsland
- Winnaar 'Outstanding Achievement in Short Filmmaking - Acting' - Newport Beach Film Festival, Amerika
- Winnaar ‘Best Director’ - Young Cuts Film Festival, Canada
- Winnaar 'Golden Kite' - International Film Festival "Nueva Mirada", Argentinië
- Winnaar ‘Best Narrative Short’ – Ojai Film Festival, Amerika
- Winnaar 'Most Popular Film' - Busho International Short Film Festival, Hongarije
- Winnaar ‘Best Foreign Short’ - Danville International Children's Film Festival, Amerika
- Winnaar ‘DokuKids Award’ - Dokufest Int’l Documentary and Short Film Festival, Kosovo
- Winnaar ‘Ritsapoika Award’ - International Childrens Film Festival Leffis, Finland
- Winnaar ‘Beste Cinematografie’ - Arrivano I Corti Festival del Cortometraggio, Italië
- Winnaar ‘Beste korte film’ – International Short Film Festival Open Screen, Nederland
- Winnaar 'International Filmmaker Award' - New Strand Film Festival, Amerika
- Winnaar 'Juryprijs' - Trani Film Festival, Italië
- Winnaar 'Best Short Film' - Zimbabwe International Film Festival, Zimbabwe
- Winnaar 'Chinh Speciale Jury Prijs' - Chinh India Kids Film Festival, India
- Winnaar 'Diana in Gold' - International Festival des Nichtkommerziellen Films, Oostenrijk
- Winnaar 'Grand Prix' - Best Short Movie - 'Prvi kadar' - First shot Film Festival , Bosnië en Herzegovina
- Winnaar 'September 11' - Film Festival Contravision, Duitsland
- Winnaar 'Best Short Film' - Prince Edward Island International Film Festival, Amerika
- Winnaar 'Cinematic Achievement Award' - Aza Digital Cinema Festival, Griekenland
- Winnaar 'Best Comedy' - Smogdance Film Festival, Amerika
- Winnaar 'Nightly Weldon Award - Comedy' - Smogdance Film Festival, Amerika
- Winnaar 'Best Foreign' - Dixie Film Festival, Amerika
- Winnaar 'Blow It Out Your Lens Award' - Best Cinematography - Dixie Film Festival, Amerika
- Winnaar 'Jury Award' - Outstanding Direction -  Almost Famous Film Festival, Amerika
- Winnaar 'Jury Award' - Outstanding Story - Almost Famous Film Festival, Amerika
- Winnaar 'Jury Award' - First Sundays August 2008 Comedy Film Festival, Amerika
- Winnaar 'Audience Award' - First Sundays August '2008 Comedy Film Festival, Amerika
- Winnaar 'Best Film' - WILDsound July 2008 Film Festival, Amerika
- Winnaar 'Beste Cinematography' - WILDsound July 2008 Film Festival, Amerika
- Winnaar 'WOW' - Youth Jury Award - International Short Film Festival 'The Unprecedented Cinema', Estland
- Winnaar 'Bronze Frame' - International Short Film Festival 'The Unprecedented Cinema', Estland
- Winnaar 'Best Film' - Lotta Bottle Awards, VK
- 2de prijs ‘Beste Short Film’ – the End of the Pier International Film Festival, VK
- 2de prijs ‘Best Short European Film’ – the End of the Pier International Film Festival, VK
- 2de prijs ‘Best Non Academy Film’ – OpenEyes Kurzfilmfesival Marburg, Duitsland
- 3de prijs ‘Mitici Critici’ - Corti da Sogni Festival, Italië
- Special Mention - Schlingel Int’l Film Festival for Children and Young Audience, Duitsland
- The Unicef special Mention - Lago Film Fest, Italië
- Honorable Mention - Washougal International Film Festival, Amerika